# Figlie del Cuore di Gesù
Le Figlie del Cuore di Gesù sono un istituto religioso femminile di diritto pontificio: le suore di questa congregazione pospongono al loro nome la sigla F.C.J.

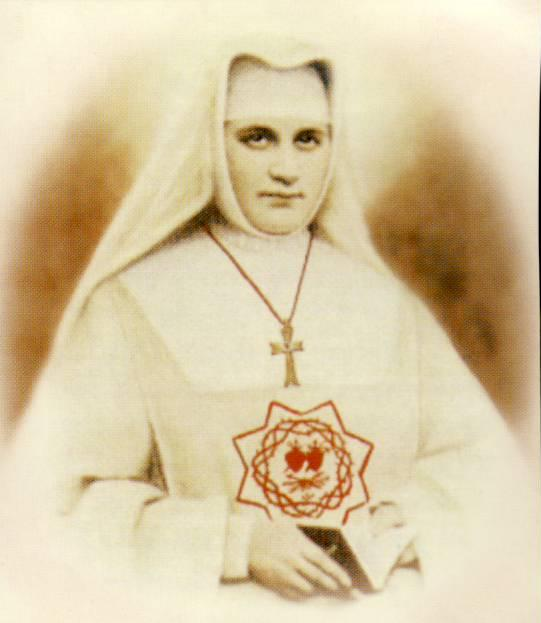
Maria di Gesù Deluil-Martiny

## Storia
La congregazione venne fondata a Berchem (Anversa) il 20 giugno 1873 da Maria di Gesù Deluil-Martiny (1841-1884) dietro consiglio del sacerdote gesuita Jean Calage (1805-1888), suo direttore spirituale.
Nel 1875 la Deluil-Martiny terminò la stesura delle costituzioni, redatte secondo la regola e la spiritualità di sant'Ignazio di Loyola. L'istituto ricevette il pontificio decreto di lode il 25 febbraio 1888 e venne approvato definitivamente dalla Santa Sede il 2 febbraio 1902.
La fondatrice è stata beatificata il 22 ottobre 1989 da papa Giovanni Paolo II.

## Attività e diffusione
Le Figlie del Cuore di Gesù sono religiose di clausura dedite alla preghiera per la riparazione delle offese al sacro Cuore di Gesù e l'offerta del sangue di Cristo alla santissima Trinità per l'esaltazione della Chiesa, l'estinzione delle società segrete e la perfezione del clero e dei religiosi.
Sono presenti in Austria, Croazia, Francia, Italia e Svizzera: la sede generalizia è a Berchem, presso Anversa.
Al 31 dicembre 2005 l'istituto contava 50 religiose in 6 case.